# Ligament ménisco-patellaire
Les ligaments ménisco-patellaires sont deux ligaments de l'articulation fémoro-tibiale. 

## Description
Les ligaments ménisco-patellaires sont : 
- le ligament ménisco-patellaire médial entre le bord médial de la patella et le ménisque médial,
- le ligament ménisco-patellaire latéral entre le bord latéral de la patella et le ménisque latéral.